# La Sentinelle du Pacifique
Pour plus de détails, voir Fiche technique et Distribution.
La Sentinelle du Pacifique (titre original : Wake Island) est un film américain réalisé par John Farrow, sorti en 1942.

## Synopsis
En décembre 1941, la petite garnison américaine de l'atoll de Wake est attaquée par la marine impériale japonaise en même temps que Pearl Harbor. Ce film — réalisé en 1942 soit quelques semaines seulement après les faits — relate la défense héroïque des 449 marines et pilotes dans ce combat inégal qui dura 16 jours.
Au cours de cette bataille, furent coulés les premiers navires japonais de la Seconde Guerre mondiale.

## Fiche technique
- Titre : La Sentinelle du Pacifique
- Titre original : Wake Island
- Réalisation : John Farrow, assisté d'Hal Walker et Harve Foster (non crédités)
- Scénario : W. R. Burnett et Frank Butler
- Production : Joseph Sistrom
- Société de production : Paramount Pictures
- Musique : David Buttolph
- Photographie : William C. Mellor et Theodor Sparkuhl
- Montage : Frank Bracht et LeRoy Stone
- Maquillage : Wally Westmore
- Effets visuels : Farciot Edouart, Gordon Jennings et W. Wallace Kelley (non crédité)
- Pays d'origine : États-Unis
- Format : Noir et blanc - 1,37:1 - Mono
- Genre : Guerre
- Durée : 87 minutes
- Date de sortie : 1942

## Distribution
- Brian Donlevy : Major Geoffrey Caton
- Macdonald Carey : Lieutenant Bruce Cameron
- Robert Preston : Soldat Joe Doyle
- William Bendix : Soldat Aloysius K. 'Smacksie' Randall
- Albert Dekker : Shad McClosky
- Walter Abel : Capitaine de frégate Roberts
- Mikhail Rasumny : Ivan Probenzky
- Rod Cameron : Capitaine Pete Lewis
- Frank Albertson : Johnny Rudd
- Barbara Britton : Sally Cameron
- Bill Goodwin : Sergent Higbee / le narrateur

Acteurs non crédités
- Edward Earle : un commandant
- Willard Robertson : Colonel Cameron
- Charles Trowbridge : George Nielson
- Philip Van Zandt : Caporal Gus Goebbels
- Victor Wong : un officier japonais